# Liste des cavités naturelles les plus longues de la Vienne
La liste des cavités naturelles les plus longues de la Vienne recense, sous forme de tableau(x), les cavités souterraines naturelles connues dans ce département français, dont le développement est supérieur ou égal à cent mètres.
La communauté spéléologique considère qu'une cavité souterraine naturelle n'existe vraiment qu'à partir du moment où elle est « inventée » c'est-à-dire découverte (ou redécouverte), inventoriée, topographiée et publiée. Bien sûr, la réalité physique d'une cavité naturelle est la plupart du temps bien antérieure à sa découverte par l'homme ; cependant tant qu'elle n'est pas explorée, mesurée et révélée, la cavité naturelle n'appartient pas au domaine de la connaissance partagée.
La liste spéléométrique des 28 plus longues cavités naturelles de la Vienne (≥ cent mètres) est actualisée à décembre 2019.
La plus longue cavité souterraine naturelle répertoriée dans le département de la Vienne est  « la grotte de la Vallée Cuchon », sur la commune de Chauvigny (cf. ligne 1 du tableau ci-dessous).

## Répartition géographique
| \| Poitiers Châtellerault Montmorillon \| Répartition géographique des cavités naturelles de la Vienne. |
| Poitiers Châtellerault Montmorillon                                                                     |

## Histogramme à 4 classes
| \| Histogramme de la répartition des plus longues cavités naturelles de la Vienne par classe de développement -- Les 28 cavités citées fin 2019 sont réparties en 4 classes de développement -- \| \| \| \| \| \| \| \| \| \| \| \| \| \| \| classe I >= 5 000 m 0 cavité[s] \| classe II >= 2 000 m et < 5 000 m 1 cavités \| classe III >= 1 500 m et < 2 000 m 0 cavités \| classe IV >= 100 m et < 1 500 m 27 cavités \| \| |                                 |                                             |                                              |                                            |  |
| Le graphique qui aurait dû être présenté ici ne peut pas être affiché car il utilise l'ancienne extension Graph, désactivée pour des questions de sécurité. Des indications pour créer un nouveau graphique avec la nouvelle extension Chart sont disponibles ici . |                                 |                                             |                                              |                                            |  |
| Histogramme de la répartition des plus longues cavités naturelles de la Vienne par classe de développement -- Les 28 cavités citées fin 2019 sont réparties en 4 classes de développement -- |                                 |                                             |                                              |                                            |  |
| |                                 |                                             |                                              |                                            |  |
| | classe I >= 5 000 m 0 cavité[s] | classe II >= 2 000 m et < 5 000 m 1 cavités | classe III >= 1 500 m et < 2 000 m 0 cavités | classe IV >= 100 m et < 1 500 m 27 cavités |  |

## Cavités de la Vienne (France) de développement supérieur à5 000 mètres
Aucune cavité n'est recensée dans cette « classe I » au 31 décembre 2019.

## Cavités de la Vienne (France) de développement compris entre2 000 mètreset4 999 mètres
1 cavités est recensée dans cette « classe II » au 31 décembre 2019.
| Réf. | Cavité (autres noms)       | Commune   | Massif ou zone | Coordonnées (WGS 84)        | Développe. (mètres) | Dénivel. (mètres) | Sources ou références            | Mise à jour |
| ---- | -------------------------- | --------- | -------------- | --------------------------- | ------------------- | ----------------- | -------------------------------- | ----------- |
| 1    | Grotte de la Vallée Cuchon | Chauvigny |                | 46° 33′ 42″ N, 0° 38′ 09″ E | +004 353, m         | +0032, m          | Site Web Cuchon & Spelunca n°110 | 2009-00     |

## Cavités de la Vienne (France) de développement compris entre1 500 mètreset1 999 mètres
Aucune cavité n'est recensée dans cette « classe III » au 31 décembre 2019.

## Cavités de la Vienne (France) de développement compris entre100 mètreset1 499 mètres
27 cavités sont recensées dans cette « classe IV » au 31 décembre 2019.
| Réf. | Cavité (autres noms)                  | Commune                        | Massif ou zone | Coordonnées (WGS 84)        | Développe. (mètres) | Dénivel. (mètres) | Sources ou références     | Mise à jour |
| ---- | ------------------------------------- | ------------------------------ | -------------- | --------------------------- | ------------------- | ----------------- | ------------------------- | ----------- |
| 2    | Grotte de Font-Serein                 | Lussac-les-Châteaux            |                | 46° 24′ 18″ N, 0° 44′ 37″ E | +001 400, m         | +0026, m          | Karsteau.org              | 2015-04     |
| 3    | Rivière souterraine de Gabouret       | Cloué                          |                | 46° 27′ 27″ N, 0° 09′ 55″ E | +001 055, m         | NC                | Spéléométrie de la France | 2000-00     |
| 4    | Grotte de la Roche de Pron            | Nouaillé-Maupertuis            |                | 46° 30′ 27″ N, 0° 23′ 33″ E | +000584, m          | +0007, m          | Spéléométrie de la France | 2000-00     |
| 5    | Source de Fontoux                     | Payré                          |                | 46° 20′ 59″ N, 0° 11′ 44″ E | +000567, m          | +0002, m          | Spéléométrie de la France | 2000-00     |
| 6    | Grotte de la Norée                    | Biard                          |                | 46° 34′ 29″ N, 0° 18′ 10″ E | +000550, m          | NC                | Spéléométrie de la France | 2000-00     |
| 7    | Grotte du Château de Curzay           | Curzay-sur-Vonne               |                | 46° 29′ 08″ N, 0° 03′ 08″ E | +000320, m          | NC                | Spéléométrie de la France | 2000-00     |
| 8    | Gouffre des Basses Plantes            | Chauvigny                      |                | 46° 34′ 11″ N, 0° 37′ 47″ E | +000300, m          | +0033, m          | Grottocenter              | 2000-00     |
| 9    | Puits de la Bossée                    | Saint-Pierre-de-Maillé         |                | 46° 39′ 58″ N, 0° 49′ 46″ E | +000260, m          | +0017, m          | Page Wikipedia            | 2000-00     |
| 10   | Gouffre d'Artiges                     | Chauvigny                      |                | 46° 34′ 24″ N, 0° 37′ 39″ E | +000257, m          | +0009, m          | Spéléométrie de la France | 2000-00     |
| 11   | Palets de Gargantua                   | Saint-Rémy-sur-Creuse          |                | 46° 56′ 16″ N, 0° 36′ 22″ E | +000256, m          | NC                | Spéléométrie de la France | 2000-00     |
| 12   | Rivière souterraine du Petit Monde    | Liglet                         |                |                             | +000230, m          | +0004, m          | Spéléométrie de la France | 2000-00     |
| 13   | Source de la Roche aux Fées           | Marnay                         |                | 46° 24′ 29″ N, 0° 20′ 19″ E | +000230, m          | NC                | Spéléométrie de la France | 2000-00     |
| 14   | Grotte de la Guignoterie n° 6         | Saint-Pierre-de-Maillé         |                | 46° 39′ 56″ N, 0° 54′ 21″ E | +000170, m          | NC                | Spéléométrie de la France | 2000-00     |
| 15   | Grotte de Remerle                     | Angles-sur-l'Anglin            |                | 46° 41′ 45″ N, 0° 53′ 00″ E | +000166, m          | NC                | Spéléométrie de la France | 2000-00     |
| 16   | Cave de Boisdichon                    | Angles-sur-l'Anglin            |                | 46° 41′ 13″ N, 0° 53′ 14″ E | +000156, m          | NC                | Spéléométrie de la France | 2000-00     |
| 17   | Grotte de la Bertandinière            | Smarves                        |                | 46° 31′ 33″ N, 0° 22′ 37″ E | +000146, m          | +0009, m          | Spéléométrie de la France | 2000-00     |
| 18   | Grotte du Chaffaud n° 3               | Savigné                        |                | 46° 09′ 32″ N, 0° 20′ 40″ E | +000125, m          | +0004, m          | Spéléométrie de la France | 2000-00     |
| 19   | Grotte de Rochevieille                | Champagné-Saint-Hilaire        |                | 46° 17′ 56″ N, 0° 18′ 26″ E | +000123, m          | +0006, m          | Spéléométrie de la France | 2000-00     |
| 20   | Grotte de la Font-Chaperon            | Gouex                          |                | 46° 22′ 29″ N, 0° 39′ 40″ E | +000115, m          | NC                | Spéléométrie de la France | 2000-00     |
| 21   | Grotte de la Sauvagerie Est           | Biard                          |                | 46° 34′ 28″ N, 0° 17′ 38″ E | +000110, m          | NC                | Spéléométrie de la France | 2000-00     |
| 22   | Puits de la Brousse                   | Saint-Georges-lès-Baillargeaux |                | 46° 39′ 29″ N, 0° 29′ 50″ E | +000110, m          | +0010, m          | Spéléométrie de la France | 2000-00     |
| 23   | Grotte du Moulin des Roches           | Savigné                        |                |                             | +000110, m          | NC                | Spéléométrie de la France | 2000-00     |
| 24   | Grotte du Prince Noir                 | Nouaillé-Maupertuis            |                | 46° 30′ 40″ N, 0° 23′ 32″ E | +000109, m          | NC                | Spéléométrie de la France | 2000-00     |
| 25   | Grotte de la Grande Roche de l'Abbaye | Couhé                          |                |                             | +000109, m          | NC                | Spéléométrie de la France | 2000-00     |
| 26   | Grotte de l'Ermitage                  | Biard                          |                | 46° 34′ 32″ N, 0° 17′ 50″ E | +000103, m          | NC                | Spéléométrie de la France | 2000-00     |
| 27   | Puits de la Gare de Savigné           | Savigné                        |                | 46° 09′ 57″ N, 0° 20′ 00″ E | +000100, m          | +0021, m          | Spéléométrie de la France | 2000-00     |
| 28   | Grand'Goule                           | Marnay                         |                |                             | +000100, m          | NC                | Spéléométrie de la France | 2000-00     |